# 高等師範学校
高等師範学校（こうとうしはんがっこう）:
1. 日本の明治時代中期から連合国軍占領期にかけて存在した官立の中等学校教員の養成機関。
  1. 上記教育機関の総称。本項目で詳述する。
  2. 1886年（明治19年）に東京に設置された最初の高等師範学校の校名。1890年（明治23年）に女子部が女子高等師範学校として独立。1902年（明治35年）の広島高等師範学校設置に伴い、校名を東京高等師範学校と改称した。現在の筑波大学の前身にあたる。 ⇒東京高等師範学校
2. フランスの国立高等教員養成機関エコール・ノルマル・シュペリウール (École normale supérieure) の訳語。 ⇒ 高等師範学校 (フランス)

高等師範学校（こうとうしはんがっこう）は、日本の旧学制下に存在した教員養成機関の種別の一つで、中等学校（府県立師範学校を含む）の教員養成を目的に設置された官立学校。一般には「高師」（こうし）と略される。

## 概要
高等師範学校は1886年（明治19年）公布の師範学校令により制度化された。当初は官立学校として東京に一校のみ設置され、主に府県の尋常師範学校の校長・教員の養成を目的としたが、1897年（明治30年）公布の師範教育令では尋常中学校・高等女学校の教員養成も目的に加えられた。第二次世界大戦までに、東京高等師範学校、広島高等師範学校、 金沢高等師範学校、岡崎高等師範学校の4校が設置され、他にこれに準ずる機関として、私立の旧制大学には「高等師範部」「高等師範科」が開設された。なお、女子高等師範学校（東京女子高等師範学校・奈良女子高等師範学校・広島女子高等師範学校）は制度上、高等師範学校とは区別される。
戦後の学制改革では新制国立大学（おおむね教育学部）の母体となった。

## 沿革

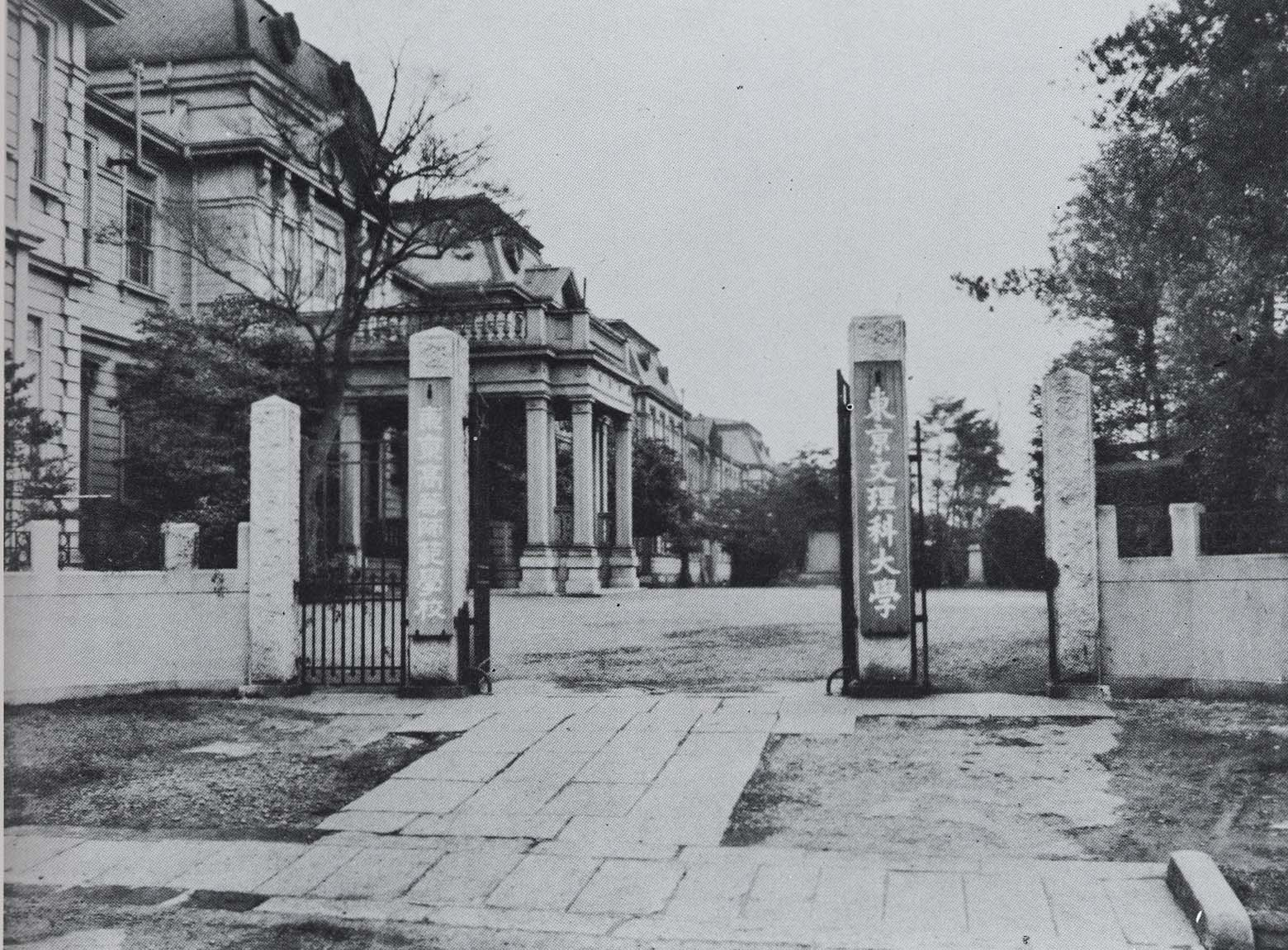
東京高等師範学校

学校制度としての「高等師範学校」の起源は、1875年（明治8年）8月の東京師範学校における「中学師範学科」＝中学校教員養成課程の設置に遡る。
1872年（明治5年）公布の学制において、中学校教員は大学免状取得者と規定されていたが、この時点で最高学府としての大学は存在しなかった。一方、小学校修了者の中学校への進学増加により、中学校教員の社会的需要も増しつつあったため、官立の東京師範学校（小学校の教育法及び教員養成を目的に1872年設立）において、中学師範学科が初めて設置された。当初は修業年限（2年）も小学師範学科（従来の小学教員養成課程）と変わらず、教科に英語を加えた上で比較的程度の高い内容を教授するのみだったが、1877年（明治10年）及び1879年（明治12年）の規則改正を通じて同学科の修業年限及び教科は拡充され、1883年（明治16年）の規則改正において、中学師範学科は中学校・師範学校等の教員養成を目的とし、入学資格（初等中学科卒業以上の学力）の点でも小学師範学科と区別された学科課程として整備された。 さらに、同時期の文部省による府県立師範学校通則（1883年）第6条及び中学校通則（1884年）第4条においても、原則として「教員中少クトモ三人ハ中学師範学科ノ卒業証書又ハ大学科ノ卒業証書ヲ有スル者」を任用すべしと規定され、東京師範学校はその需要に応えるべく次第に中学師範学科に重心を移していった。
森有礼初代文部大臣の下、「高等師範学校」は1886年（明治19年）4月の師範学校令（勅令）において初めて制度化され、尋常師範学校の校長・教員の養成を主な目的として国費で運営される学校として規定され、東京師範学校が改組・充当された。同時に文部省令として高等師範学校ノ学科及其程度・同生徒募集規則・同卒業生服務規則も定められ、高等師範学校の男子師範学科（のちの本科）は尋常師範学校卒業を入学資格として修業年限3年とした（女子師範学科については女子高等師範学校参照）ほか、卒業後の教職服務年限は10年間（その後漸減）と規定され、これ以降高等師範学校は政府（文部大臣・文部省）の強力な統制下に置かれることとなった。
井上毅文部大臣の下、高等師範学校ノ学科及其程度中の男子師範学科に関する規定に代わり、1894年（明治27年）に制定された高等師範学校規程では、高師における新たな教員養成課程（研究科・専修科及び撰科生）が増設され、これに基づき1897年（明治30年）10月公布の師範教育令では、高師の基本的性格は師範学校令を踏襲しつつ、師範学校のみならず尋常中学校・高等女学校など広く中等学校の教員養成にあたる機関と位置づけられた。また、師範学校令で規定された生徒への学資支給制度も、部分的に私費生の設置を認めつつ基本的には維持し、1903年（明治36年）の卒業生服務規則改正では、支給額の程度に応じて卒業後それぞれ異なる教職服務義務を定めた。
高師の学科課程については、1900年（明治33年）及び1903年の高等師範学校規程改正による予科・本科・研究科課程と本科での5学科（国語漢文・英語・地理歴史・数物化学・博物学）設置を経て、1915年（大正4年）の同規程改正以降は文科・理科を基本に、東京高師に体育科、広島高師には教育科が特設された。また、1911年（明治44年）以降高師卒業生を対象とする課程として設置が認められた「専攻科」は、のちに高師が大学昇格をめざす制度的基礎となった。
なお、明治憲法発布をうけて1890年代に開かれた帝国議会において、経費削減の観点から、第1回議会での女子高等師範学校及び東京音楽学校の存廃問題を皮切りに、第2回議会では尋常師範学校の教員養成は帝国大学が負うべきとする高等師範学校の存廃問題が議題にのぼり、以後私立大学を含む高等教育機関の整備・充実とともに、大正・昭和期にかけて度々高等師範学校の存在意義が問われ続けた。

## 年表
- 1875年（明治8年）

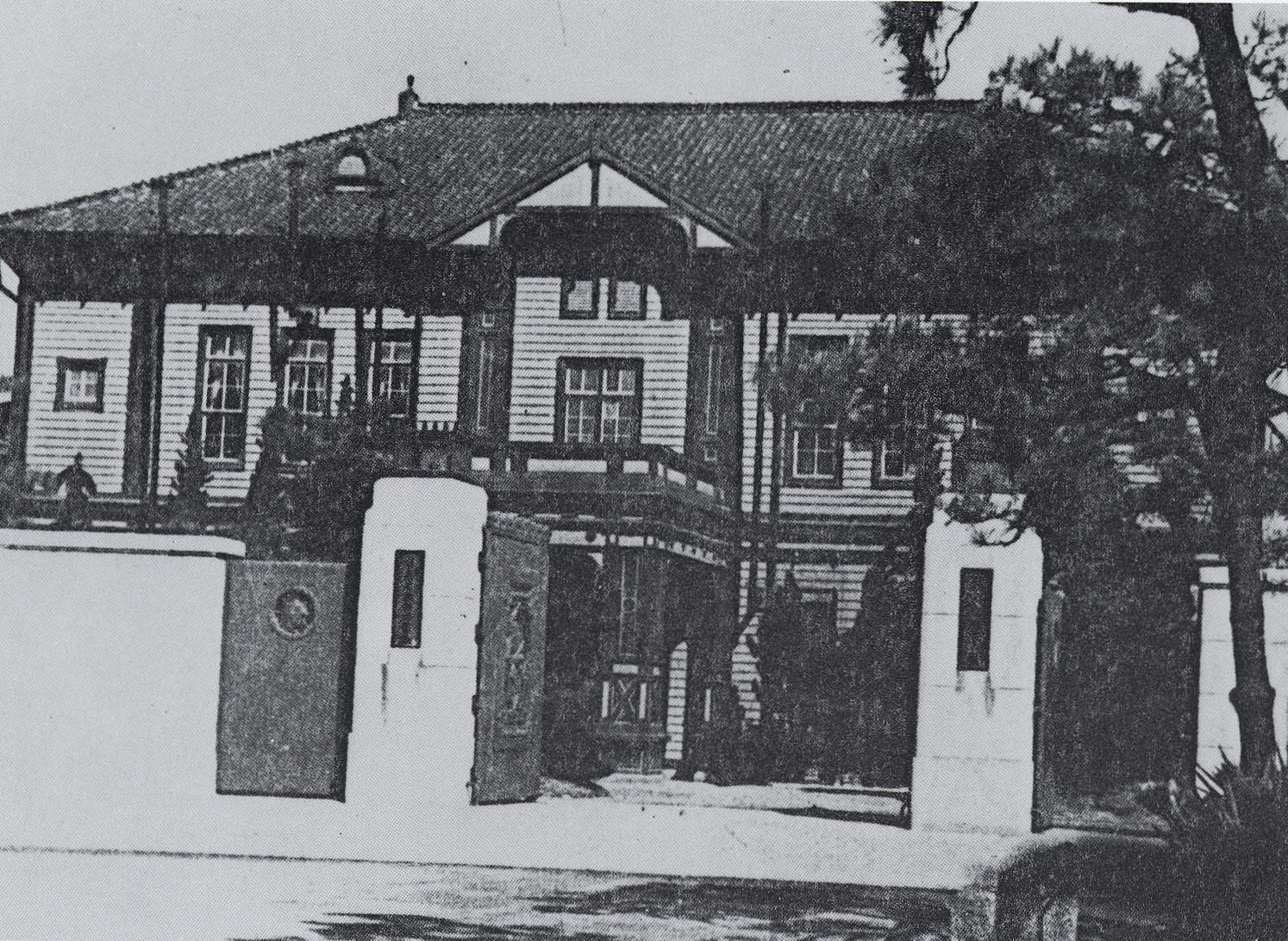
広島高等師範学校

  - 8月13日 - 東京師範学校に中学師範学科（修業年限2年）を設置（文部省布達）。
  - 12月 - 「中学師範学科生徒入学心得書」により中学師範学科の募集年齢を18歳以上25歳以下と規定（のち、上限廃止）。
- 1877年（明治10年）
  - 7月 - 中学師範学科の修業年限を3年半に延長し学科目に天文学・地質学・心理学を追加。
- 1879年（明治12年）
  - 2月 - 中学師範学科の修業年限を5年に延長。
- 1883年（明治16年）
  - 9月 - 中学師範学科規則改正。中学師範学科の任務を中学校・師範学校等の教員養成、修業年限4年、入学資格を初等中学科卒業以上の学力ある者と規定。なお、初等中学師範学科と高等中学師範学科に区分したが、後者の設置は実現されなかった。
- 1886年（明治19年）
  - 4月2日 - 師範学校卒業の教職従事者に、出身校への半年毎の服務状況報告義務（文部省令）。
  - 4月10日 - 師範学校令（勅令）公布：高等師範学校が制度化。
  - 4月29日 - 高等師範学校高等中学校東京商業学校官制（勅令）公布。→東京師範学校は「高等師範学校」と改称。
  - 10月14日 - 高等師範学校ノ学科及其程度・高等師範学校生徒募集規則・高等師範学校卒業生服務規則（文部省令）制定：男子師範学科（修業年限3年、尋常師範卒業者に資格）・女子師範学科を設置し、男子師範学科のみ理化学科・博物学科・文学科の分科制採用。高師男子卒業生の教職服務年限は卒業証書受得日より10年間とし、当初3年間は文部省指定の場所に奉職義務。
  - 12月22日 - 尋常師範学校尋常中学校高等女学校教員免許規則（文部省令）：男子師範学科卒業生には尋常師範・中学校及び高等女学校、女子師範学科卒業生には尋常師範女子部及び高等女学校の教員免許状授与。

- 1890年（明治23年）
  - 3月 - 女子部を分離し女子高等師範学校を設置（勅令）。高等師範学校生徒学資支給法（高師）制定。
  - 10月 - 文部省直轄諸学校官制（勅令：各学校官制併記）改定。

- 1891年（明治24年）
  - 7月 - 文部省直轄諸学校官制（勅令：各学校官制章立て）再改定。→以後、順次改正
  - 11月 - 帝国大学及文部省直轄諸学校教官俸給ノ件（勅令）。
  - 12月 - 高等師範学校生徒学資支給規程（高師）改定。→以後、順次改正。
- 1892年（明治25年）
  - 7月 - 尋常師範学校教員免許規則（文部省令）改定。
- 1893年（明治26年）
  - 8月 - 文部省直轄諸学校職員定員（勅令）。→以後、順次改正。
  - 8月 - 帝国大学文部省直轄諸学校及東京図書館高等官官等俸給令（勅令）。
  - 9月 - 帝国大学及文部省直轄諸学校雇外国人ニ関スル件（勅令）。
- 1894年（明治27年）
  - 2月3日 - 公立尋常中学校卒業生にも応募資格付与（文部省令）。
  - 3月5日 - 尋常師範学校尋常中学校高等女学校教員免許検定ニ関スル規定（文部省令）：高師・女高師卒業生には検定を行わずに教員免許状を授与。
  - 4月6日 - 高等師範学校規程（文部省令）制定：学科を文科・理科に大別、研究科（高等なる学校卒業生対象・教育学及び教授法専修：年限1年）・専修科（尋常師範及び中学校教員不足時に設置・授業料徴収）・選科生（1科目又は数科目を選修：年限2年以上4年以下）規定。
  - 10月2日 - 女子高等師範学校規程（文部省令）制定。→高等師範学校ノ学科及其程度は廃止。
- 1896年（明治29年）
  - 12月 - 尋常師範学校尋常中学校高等女学校教員免許規則（文部省令）改定。
- 1897年（明治30年）
  - 4月 - 帝国大学及文部省直轄諸学校高等官官等俸給令（勅令）改定。
  - 4月 - 文部省直轄諸学校長舎監特別任用令（勅令）。
  - 7月 - 高等師範学校規程中追加（文部省令）：学資支給の専修生は授業料を徴収せず。
  - 7月 - 高等師範学校生徒募集規則・高等師範学校卒業生服務規則（文部省令）改定：私立尋常中学校卒業生にも応募資格付与、卒業者に対し服務期間中毎年末に文部省への服務状況報告を義務化（翌年8月の文部省令で削除）。
  - 10月6日 - 師範教育令（勅令）公布（翌年4月施行）：高師は「師範学校尋常中学校及高等女学校ノ教員タルヘキ者ヲ養成スル所」（第1条）と規定。私費生を容認（第7条）。
  - 12月 - 高等師範学校規程中改正（文部省令）：高師卒業生に研究科の入学資格付与。

- 1898年（明治31年）
  - 4月 - 高等師範学校規程中改正（文部省令）：文科に教育学・国語漢文・英語・地理歴史部（但し英語部は当分未設置）、理科に理化数学・博物学部の計6部設置。
- 1900年（明治33年）
  - 1月 - 高等師範学校規程中改正（文部省令）：文科・理科の区分を廃して予科1年・本科3年・研究科1年の課程とし、本科を第一から第四学部（語学系・地歴系・数物化学系・博物系）に分別。研究科入学資格は本科卒業生又はそれ以外の私費生。専修科設置理由に高女教員不足の場合も付加。
  - 3月 - 教員免許令（勅令）公布。
- 1902年（明治35年）
  - 2月24日 - 高等師範学校女子高等師範学校及師範学校ヘ入学セシムヘカラサル者ノ件（文部省令）。
  - 3月28日 - 文部省直轄諸学校官制中改正・文部省直轄諸学校職員定員令（勅令）公布。→広島高等師範学校設置
  - 3月28日 - 臨時教員養成所官制（勅令）公布。
  - 4月1日 - 高等師範学校は東京高等師範学校と改称。
- 1903年（明治36年）
  - 1月 - 高等師範学校規程中改正（文部省令）：本科を国語漢文部・英語部・地理歴史部・数物化学部・博物学部の5部構成に。
  - 4月 - 高等師範学校規程中改正（文部省令）：専修科卒業生に研究科の入学資格付与。
  - 11月 - 高等師範学校卒業生服務規則中改正（文部省令）：学資支給程度に応じて全額支給生は7年、一部支給生5年、自費生3年の服務義務。
- 1909年（明治42年）
  - 12月 - 高等師範学校卒業者服務規則改定・高等師範学校規程中改正（文部省令）：卒業証書受領日より、甲種学資受給者は7年、乙種は5年、本科私費卒業者は3年など。規程中に退学による学資償還対象者に懲戒による退学者を付加。
- 1910年（明治43年）
  - 10月 - 高等師範学校規程中改正（文部省令）：学科目中「倫理」を「修身」に改称（翌年4月施行）。
- 1911年（明治44年）
  - 4月 - 高等師範学校規程中改正（文部省令）：専攻科の設置を認める。
- 1914年（大正3年）
  - 6月 - 文部省直轄諸学校ノ名誉教授ニ関スル件（勅令）。
- 1915年（大正4年）
  - 2月 - 高等師範学校規程中改正（文部省令）：再び学科を文科・理科に分け、特科として東京高師に体育科、広島高師に教育科を設置（4月施行）。
  - 8月 - 帝国大学名誉教授及文部省直轄諸学校名誉教授ノ待遇ニ関スル件（勅令）。
- 1921年（大正10年）
  - 2月 - 高等師範学校規程改正（文部省令）：第1条「特科トシテ」を削除。
  - 4月 - 高等師範学校等卒業者服務規則（文部省令）改定：卒業証書受領日より、学資受給者は修業年限の1.5倍に相当する期間、非受給者は修業年限の2分の1に相当する期間、2学科以上修了した場合は通算して最長8年間を教育に関する職務に従事する義務、かつ当初1年間は文部大臣の指定に従い就職する義務を負う。
- 1926年（大正15年）
  - 8月 - 高等師範學校及女子高等師範學校生徒募集規程（文部省令）制定。
- 1929年（昭和4年）
  - 4月1日 - 官立文理科大学官制・高等師範学校官制（勅令）公布。→東京文理科大学に東京高師を、広島文理科大学に広島高師を附置。学校長は文理科大学教授中より補任。
  - 4月1日 - 文部省直轄諸学校名誉教授ニ関スル件中改正・同名誉教授ノ待遇ニ関スル件中改正（勅令）：高等師範学校に名誉教授制導入。
- 1930年（昭和5年）
  - 3月 - 高等師範学校専攻科卒業者ノ称号ニ関スル件（勅令）公布。同年3月31日以前の専攻科卒業者は「文学士」と称することが可能に。
- 1941年（昭和16年）
  - 3月1 - 国民学校令（勅令）公布。
  - 3月 - 高等師範学校規程中改正（文部省令）：東京高師に芸能科を追加。
  - 3月 - 高等師範学校官制（勅令）改正：附属小学校を附属国民学校に。
  - 11月 - 高等師範学校規程中改正（文部省令）：専攻科規定削除。
- 1943年（昭和18年）
  - 3月8日 - 改正師範教育令公布（4月1日施行）：師範学校は授業料を徴収せず（7条）、高等師範学校は「皇国の道に則りて中学校及高等女学校の教員たるべき者の錬成」を目的（12条）。修業年限4年（14条）。入学資格は中学校卒業者又は同等以上の学力ありと認められた者（15条）。
  - 3月8日 - 高等師範学校及女子高等師範学校規程（文部省令）制定：東京高師に文科・理科・体育科・芸能科、広島高師に文科・理科、東京女高師に文科・理科・家政科・体育科、奈良女高師に文科・理科・家政科の学科を設置。学科目とともに「修練」を必修化。教職服務義務は卒業証書受領日より、学資非受給者は在学期間の2分の1、受給者は受給期間＋在学期間の2分の1の期間とし、2学科以上修めた場合は通算上限8年、当初1年間は文部大臣の指定に従い就職。　→高等師範学校規程、高等師範学校及女子高等師範学校生徒募集規程、高等師範学校等卒業者服務規程は廃止
- 1944年（昭和19年）
  - 3月20日 - 高等師範学校官制（勅令）改正。→金沢高等師範学校設置
  - 3月20日 - 高等師範學校及女子高等師範學校規程中改正（文部省令）：金沢高師に理科の学科設置。
- 1945年（昭和20年）
  - 3月28日 - 高等師範学校官制（勅令）改正。→岡崎高等師範学校設置
  - 4月21日 - 高等師範學校及女子高等師範學校規程中改正（文部省令）：岡崎高師に理科の学科設置。
  - 5月22日 - 戦時教育令（勅令）公布。
  - 8月15日 - 終戦。
- 1946年（昭和21年）
  - 4月1日 - 教員養成諸学校官制（勅令）公布：東京高師学校長は東京文理科大学の学長たる文部教官又は文部事務官、広島高師学校長は広島文理科大学の学長たる文部教官又は文部事務官を充当（第6条）。　→高等師範学校官制・文部省直轄諸学校職員定員令は廃止
- 1947年（昭和22年）
  - 3月31日 - 教育基本法・学校教育法公布。　→師範教育令とともに国民学校令・青年学校令・中等学校令・大学令・専門学校令・高等学校令・盲学校及聾唖学校令・幼稚園令・私立学校令・教員免許令・学位令等廃止
  - 5月23日 - 学校教育法施行規則（文部省令）制定。　→高等師範学校及女子高等師範学校規程廃止
  - 5月24日 - 教員養成諸学校官制中改正（勅令）：附属国民学校→附属小学校に改称。
- 1949年（昭和24年）
  - 5月31日 - 国立学校設置法公布。　→教員養成諸学校官制は廃止。東京教育大学東京高等師範学校・広島大学広島高等師範学校・金沢大学金沢高等師範学校・名古屋大学岡崎高等師範学校と改組・改称。
  - 5月31日 - 教育職員免許法・教育職員免許法施行法公布。
- 1952年（昭和27年）
  - 3月31日 - 国立学校設置法一部改正。　→各高等師範学校廃止。

## 高等師範学校の一覧

### 高等師範学校

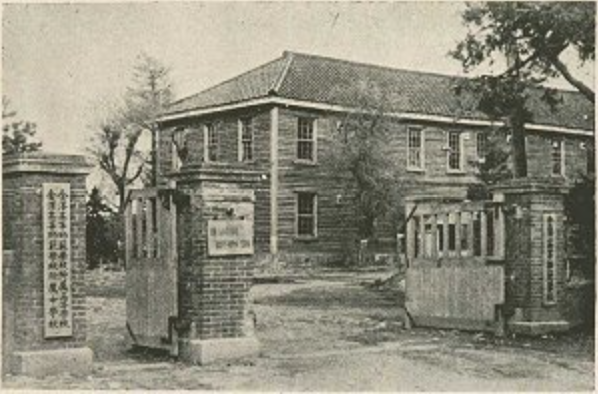
金沢高等師範学校

- 東京高等師範学校（東京教育大学教育学部 → 筑波大学）
- 広島高等師範学校（広島大学教育学部）
- 金沢高等師範学校（金沢大学教育学部）
- 岡崎高等師範学校（名古屋大学教育学部）

### 高等師範部・高等師範科

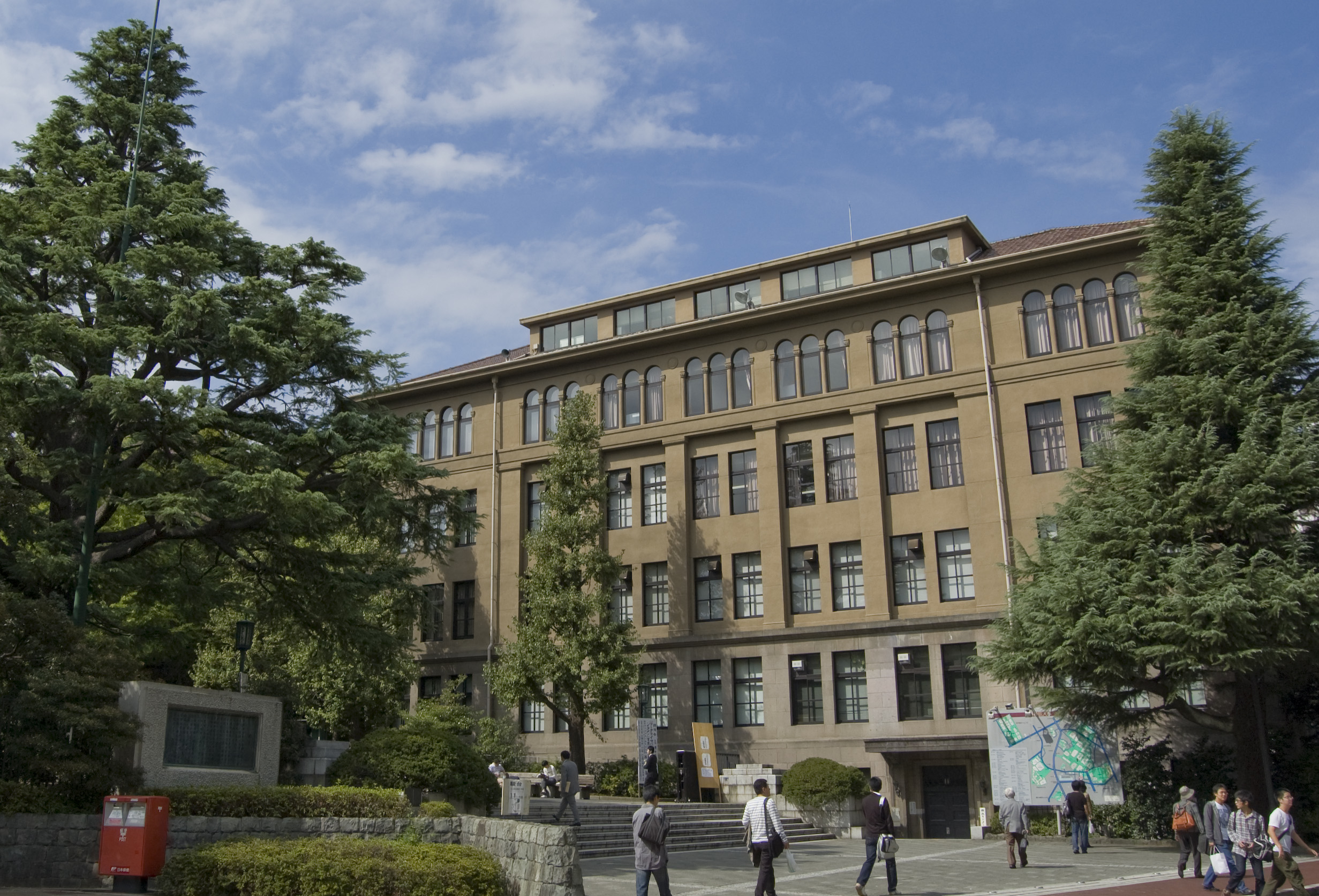
早稲田大学専門部・高等師範部校舎（1935年竣工、現1号館）

- 日本法律学校高等師範科（1901年）→日本大学高等師範部（1903年）[3]→日本大学文学部→日本大学文理学部
- 早稲田大学高等師範部（1903年）→早稲田大学教育学部
- 法政大学高等師範科（1925年）→法政大学高等師範部（1932年）[4]
- 立正大学専門部高等師範科（1925年）
- 大正大学専門部高等師範科（1926年）
- 國學院大學附属高等師範部（1927年）→國學院大學専門部高等師範部（1940年）
- 駒澤大学専門部高等師範科（1929年）
- 同志社専門学校英語師範部 → 同志社外事専門学校
- 東北学院専門部師範科（1918年） → 東北学院高等学部師範科（1929年）→ 東北学院大学文経学部（1949年）→ 東北学院大学文学部（1964年）
- 青山学院高等部英語師範科（1916年）→ 青山学院大学文学部（1949年）
- 日本女子大学師範科